# Буракуміни

20 травня 2007 року. Демонстрація Всеяпонської ліги звільнення бураку в пам'ять про затримання і ув'язнення невинного буракуміна Ісікави Кадзуо, якого звинувачували в викраденні та вбивстві школярки (так званий інцидент в Саямі)

Буракумі́ни (яп. 部落民, 被差別部落民, ぶらくもんだい) — представники соціальних низів Японії, що зазнають дискримінації починаючи з XVII століття. Термін «буракумін» виник у XIX столітті від назви особливих середньовічних поселень бураку, мешканці яких спеціалізувалися на роботах, які більшість японців вважали «нечистими»: утилізації відходів, поліцейських функціях, кожум'яцтві, різництві тощо. Буракуміни традиційно становили меншість в японському суспільстві.
У XIX — XX століттях, в умовах декларованого законами рівноправ'я, буракумінів продовжували дискримінувати: їм важко було потрапити в добру школу чи університет, знайти стабільну роботу чи одружитися з представником іншої соціальної групи. У сучасній Японії діє декілька громадських організацій з захисту прав буракумінів та виконання державних соціальних програм, націлених на них. Дискримінація буракумінів також є предметом уваги ООН
За офіційною статистикою в Японії проживають 1,2 мільйонів буракумінів в 4400 поселеннях бураку. Інститут вивчення звільнення бураку і прав людини наводить дані в 3 мільйони осіб і 6000 поселень.
В історіографії проблема дискримінації буракумінів отримала назву «проблема бураку».

## Історія

### Історіографія
Походження буракумінів є невирішеною проблемою сучасної історіографії. Висловлювались різні припущення щодо періоду появи перших дискримінованих груп, їхньої расової, етнічної і територіальної приналежності. Оскільки термін «буракумін» є неологізмом 19 століття, основні суперечки виникають довкола питання, які групи населення домодерної Японії можна вважати буракумінами або їхніми попередниками.
Більшість японських і західних дослідників сходяться на тому, що прототип буракумінів з'явився у 16 столітті, наприкінці періоду «воюючих країн». В ті часи бунтівників виселяли в особливі поселення бураку, мешканці яких дали початок «народу поселень» — буракумінам. Відомо, що вже тоді існував комплекс стереотипів, пов'язаний з цими людьми.

### IV— VI століття
Перші відомості про соціальні низи Японії були знайдені в китайській хроніці «Історія династії Пізня Хань». В ній згадуються раби та група людей, що носять назву «сейко» — «живі роти» . Докладного опису положення та функцій останньої групи немає, проте з тексту хроніки можна зрозуміти, що її представники були «живим товаром»: їх могли дарувати разом з їхнім майном та ремісничими виробами. Існує також думка, що «сейко» — це залишені в живих полонені або худоба.
Важливим елементом в комплексі уявлень про буракумінів є концепція ритуального забруднення — кеґаре (яп. 穢れ). Ритуальне «забруднення» могло накопичуватися в якомусь місці, а скоріше, на конкретній людині — яка частіше за інших стикалася з «ритуально брудними» предметами. Це були представники професій, пов'язаних з «брудними» діями і подіями, і ці люди почали стійко асоціюватися з «ритуальною нечистотою», від якої вони вже не могли позбавитися ні за допомогою стриманості, ні за допомогою спеціальних очисних ритуалів. «Кеґаре» було спадковим. В середні віки цих людей часто називали словом «ета» (яп. 穢多), що складається з ієрогліфів «багато» та «кеґаре», і показує їх суть в очах решти населення країни та властей..
З появою і розповсюдженням буддизму, в якому багато з ритуально «забруднених» дій забороняються релігією, цей комплекс уявлень про ритуальну «чистоту» та «нечистоту» отримав додаткові підтвердження і зміцнився.

### VII— XV століття
У періоди Асука і Нара соціальне розшарування населення країни було закріплене законодавчо. Згідно з кодексом Йоро ріцурьо, існувало 5 груп населення з низьким соціальним статусом: охоронці могил «рьоко», раби «кемін», раби урядових установ «канко», державні і приватні раби «нухі».
у 10 — 12 століттях, з поступовою трансформацією цих груп, з'явилися нові групи паріїв — «сандзьо но тамі» (散所民) та «кавара-моно» (河原者). Терміни «сандзьо» та «кавара» вказували на географічне положення поселень, в яких мешкали представники згаданих груп: перший означав покинуті або неприбуткові території маєтків (сьоен), якими володіли аристократи (куґе), самураї, буддистські монастирі чи синтоїстські святилища, а другий — набережні річок, покриті галькою та непридатні для сільського господарства.
Первісно сандзьо були нічийними земельними ділянками. З приєднанням їх до приватних господарських маєтків, на них почали створюватися поселення бурлаків і волоцюг, зобов'язаних виконувати трудову повинність на користь господаря. Мешканців цих поселень називали «народом сандзьо» — «сандзьо-но тамі». Вони забезпечували маєток ремісничими товарами та робочою силою, і не зазнавали дискримінації.
Радянський дослідник Зіновій Яковлевич Ханін виділяє такі типи поселень сандзьо:
1. Поселення, що знаходилися під контролем сьодзі або їхніх заступників. Жителі таких поселень повинні були проводити поховання трупів людей і тварин, прибирати нечистоти, виробляти ремісничі вироби, насамперед з шкіри, обслуговувати місцеві свята. Такі поселення належали світській і духовній знаті японської столиці, і розташовувалися, в основному, в районі міст Кіото та Нари.
2. Поселення, що знаходилися вподовж доріг, жителі яких повинні були, окрім діяльності аналогічної жителям поселень першого типу, забезпечувати транспортування вантажів та проїзд дорогами Японії.
3. Поселення, жителі яких, окрім стандартних для жителів «сандзьо» обов'язків, повинні були займатися рибальством та полюванням, віддаючи частку храму або аристократові, якому належало поселення[10].

Щодо каварамоно, то у зв'язку з тим, що території, на яких вони селилися, не були придатні для землеробства, і вони самі не володіли сировиною для занять ремеслом, багато хто з них ставав жебраками, бродячими артистами або ворожбитами. З часом термін каварамоно поширився на представників сандзьо-но тамі. В період Муроматі «каварамоно» почали виконувати поліцейські функції, а також функції конвоїрів та катів. До того ж вони були зайняті в будівництві, створенні іригаційних каналів та ставків, а також традиційних садів при храмах, через що їх називали також «садівниками» (нівамоно).
У VII — XIV століттях групи паріїв були соціально мобільними, а межі станів не чіткими. Людина могла скотитися до соціальних низів, або порвати з ними, ставши селянином, торговцем, ченцем чи військовим. Чіткого визначення концепції «релігійної забрудненості», що породжувала зневажливе ставлення до паріїв, не було. «Нечистою» працею займалися як селяни, так і несільське населення. Проте з кінця XIV ст. для позначення паріїв з'явився зневажливий термін «ета», яким позначали тих, хто був зайнятий на «нечистих» роботах.
Втім, деякі японські історики, наприклад Аміно Йосіхіко, вказують, що сандзьо-но тамі та каварамоно не зазнавали дискримінації до середини XV століття, і відношення до них було як до звичайних підданих.

### XVI століття
З настанням періоду «воюючих країн» Японію поглинули багаторічні міжусобні війни. У зв'язку з цим, сильно зріс попит на товари з шкіри, з якої виготовлятися обладунки та амуніція. Регіональні володарі почали встановлювати контроль над «кавата», які проживали на їхніх територіях, для того, щоб забезпечити стабільне постачання шкіряних виробів. Наприклад, 1538 року самураї роду Ґо-Ходзьо, володарі Кантоської рівнини, зібрали 21 сім'ю шкіряників з провінції Ідзу в «кавата» і наказали їм сплачувати оброк товарами зі шкіри, заборонивши вести торгівлю цими товарами з сусідніми самурайськими родами.. Подібна модель контролю регіональних володарів над ремісниками «кавата» стала домінуючою в новий час.

### XVII— XIX століття
Вже до початку періоду Едо існувала величезна кількість різних груп населення, які з тих чи інших причин піддавалася дискримінації. Ці групи відрізнялися між собою за походженням, родом занять, економічним та соціальним статусом. До складу населення, що дискримінується, увійшли покарані за участь в рухах «ікко-іккі» (яп. 一向一揆).
Японські парії знаходилися за межами номінальної станової системи, за якою японське суспільство поділялося на воїнів, селян, ремісників, торговців. Проте фактично вони були виділені в окремий стан соціальних низів, функції якого визначалися законами і указами центрального уряду і регіональних володарів. Оскільки сьоґунат був зацікавлений у збереженні станового поділу, він намагався зберегти існуючу соціальну систему забороняючи міжстанові шлюби, а також встановлюючи обмеження на спосіб життя, рід занять, одяг як паріїв так і інших станів. Така політика сприяла фракціонуванню японського суспільства, поділу праці та дискримінації вищих станів нижчими, однак вона покращила економічне положення представників усіх станів, в тому числі, і паріїв.
В XVII — XIX століттях паріям заборонялося пересування країною. Відомі випадки переселення паріїв в нові селища, з метою отримання максимальної вигоди їхнім сюзереном. Такі селища отримали назву «спецпоселень» — «токусю бураку» (特殊部落) або просто «бураку».
Розвиток отримує поліцейська функція: жителі бураку повинні були крім всього іншого здійснювати стеження за населенням, виконувати поліцейські функції та конвоювання злочинців, що ще більше посилювало їхню «забрудненість» в очах решти населення, збільшувало презирство відносно них.
В результаті законодавчих актів бакуфу оформилися дві основні групи паріїв: «ета» і «хінін» (яп. 非人). «Ета» протиставлялися групі «хінін», і представники цих груп відносилися до один одного з презирством. Відповідно до робіт Оґю Сорая, «хінін» з'явилися в результаті недостатньої результативності законів держави, і у зв'язку з загальним занепадом моралі втратили початкову чистоту.
Про це ж писав Кайхо Сейрьо: „Контакти «ета» з добрим людом забороняються, тому що одні є нащадками варварів, що прийшли з інших країн, а не нащадками богині Аматерасу“(Кайхо Сейрьо «Кейкодан» роздуми і бесіди).
Ці групи відрізнялися за родом занять. Так, діяльність «ета» була пов'язана з продуктивною працею — забоєм худоби, виробленням шкір, виробництвом взуття, виробів з шкіри і бамбука та ін. Їм було
заборонено покидати свої поселення «бураку» .
Оскільки влада не бажала безпосередньо управляти меншістю, вони знаходилися під управлінням спеціальних керівників з середи «ета» — «етаґасіра» (яп. 穢多頭). Найвпливовішим з них був етаґасіра на ім'я Дандзаемон (яп. 弾左衛門), чиє ім'я згодом почало передаватися кожному наступному «етаґасіра». До кінця 18 ст. під управлінням Дандзаемона було зосереджено близько 8 тис. сімей «ета» в декількох районах країни.
Подібна система управління селищами бураку практикувалася майже по всій території Японії.
«Хінін» було заборонено займатися продуктивною працею, це були в основному бродячі артисти, ворожки, тюремники та жебраки. Проте у «хінін» був шанс потрапити в групу «хеймін» за допомогою особливого ритуалу — «асиараї»(яп. 足洗い, дослівно — «обмивання ніг»). Також вони займалися традиційними мистецтвами, такими як «секідзоро» — (яп. 節季候, співці 12 місяця), танці «тайкокумаї» та «умаої» («гонитва за конем» — танці свята в липні).
Як і для «ета», для «хінін» існував особливий чиновник з їх середи, що, за дорученням властей, здійснював контроль над їх діяльністю. Найвпливовішим з них був Курума Дзенсіті (яп. 車善七), чиє ім'я також стало означенням для цієї посади.
Окрім описаних вище, в категорію людей, що зневажаються, входили представники наступних професій :
- «ґомуне» (група в яку входили жебраки, в'язальники традиційних вузлів-узорів «аяторі», актори театру «сарувака», ляльководи, актори театру «дзерурі», актори театрального наслідування «моноамане» та ін.)
- «сюку» (в основному займалися сільським господарством та виробництвом саке в провінціях Кії, Ярма, Омі, Тамба, Харіма та Авадзі)
- «тясен» (тюремники)
- «саруґай», «маімаї», «оммьодзі», «кабенурі» (штукатури)
- «донабесі» (виробники глиняних горщиків)
- «імодзі» (жебраки)
- «сарубікі» (люди, які водили з собою мавп для показів на виставах)
- «цурусасі» (майстри з виробництва тятиви для луків цуру)
- «ісікірі» (різьбярі на камені)
- «докісі» (виробники керамічного посуду)
- «хокасі» (бродячі актори-фокусники)
- «касануі» (виробники парасольок — «каса»)
- «ватасіморі» (мандруючі ченці)
- «фудеюі» (Виробники пензликів)
- «сумісі» (Виробники туші для письма)
- «сукіморі» (Сторожі)
- «сісімаі» (Артисти, які танцюють танець лева — «сісімаі»)
- «міноцукурі» (Виробники солом'яних плащів — «міно»)
- «куґуцусі» (Виробники маріонеток)
- «кейсейя» (Дома куртизанок та їх мешканці)
- «хатітатакі», «канеуті» (дзвонарі).

Таким чином в середовищі японських паріїв, як і у всьому суспільстві, сталися великі зміни: визначився їх склад з якого виділилася адміністративна верхівка. Економічний стан багатьох паріїв покращав, деякі з них навіть потрапили в число заможних городян, що виходить з того, що для «ета» та «хінін» вийшли окремі закони про розкіш. Склад же груп мінявся з часом в результаті притоки разорившихся в результаті бунтів, або стихійних лих селян та городян.

### Період Мейдзі
Зі вступом до дії закону про звільнення буракумінів в 1871 році поняття «ета» було скасоване і замінене поняттям «буракумін» — що офіційно позначало «люди з особливих селищ» і не несло ніяких негативних значень. Проте, в свідомості населення «буракуміни» опинилися на рівні «ета», і якщо на законодавчому рівні відмінностей між громадянами країни більше не існувало, то в повсякденному житті вони збереглися в майже незайманому вигляді.
Ухвалення цього закону диктувалося необхідністю «приведення населення в стан гомогенності», оскільки тільки в цьому випадку з нього можливо було «створити націю». Проте, не зважаючи на те, що законодавчо колишні «ета» та «хінін» встали на один ступінь з рештою груп населення, утворивши соціальну групу «нових городян» — «сінхеймін» (яп. 新平民), на практиці продовжувала функціонувати та ж система соціальних стосунків, що і в період Едо. Офіційно представники колишніх «ета» та «хінін» почали іменуватися «сінхеймін» (яп. 新平民), проте, існувала і назва «кю ета»(яп. 旧穢多) — «колишні ета». З 1900 року офіційно почала вживатися назва «токусю бураку» (яп. 特殊部落) для визначення поселень колишніх «ета» — від чого і з'явилася нова назва — буракуміни.
Крім того, вони зіткнулися з протестом селян і звичайних городян, які вважали рівняння з колишнім «нижчим людом», — «семмінамі» (яп. 賎民) пониженням свого рівня в соціальній ієрархії. У період з 1871 року по 1877 рік зафіксовано 21 випадок нападу на поселення бураку, з яких 16 закінчилися смертельним результатом.
Буракуміни поспішали скористатися отриманою свободою, сподіваючись на силове забезпечення своєї свободи: вони сподівалися, що їм буде дозволено відмовитися від своїх професій, які зневажаються, або професії перестануть бути такими; що вони будуть допущені до управління общиною: що їм буде дозволено відвідини звичайних храмів, нарівні з іншими «синхеймінамі».
Проте при спробах скористатися цією свободою, буракуміни зустрічали протидію інших громадян. Так, в префектурі Айті, після отримання вістей про указ імператора, буракуміни почали відвідувати дома сільських старост, квартали публічних будинків та чайні, що викликало протест селян. Коли ж буракуміни спробували потрапити в суспільні лазні, піднялося повстання, були вбиті близько 100 буракумінів.

#### Поява товариств із захисту прав буракумінів
У перші десятиліття після реставрації Мейдзі в Японії у великій кількості починають створюватися товариства, багато з яких ставили собі за мету викорінювання дискримінаційного відношення до колишніх «ета» та «хінінам», вважаючи це за пережиток феодального минулого. Проте ні ухвалення закону про звільнення, ні діяльність різноманітних товариств не привели до зміни ситуації в суспільстві.
У 1919 році урядом був складений проект «Пропозицій відносно перетворень в селищах бураку» на основі матеріалів об'єднаного засідання з питань бураку та перетворень, досліджень селищ бураку, матеріалів І з'їзду Товариства співчуття та гармонізації, а також матеріалів 41 сесії парламенту. Внаслідок чого почали з'являтися товариства «гармонізації» -„юва-кай“ (яп. 融和運動), до складу яких часто входили члени обох палат парламенту, представники політичних та фінансових кіл, впливові буракуміни, як це було в товаристві взаємної любові, створеному Арімою Йоріясою (яп. 有馬頼寧) в 1921 році.

#### Створення товариства «Суйхейся»

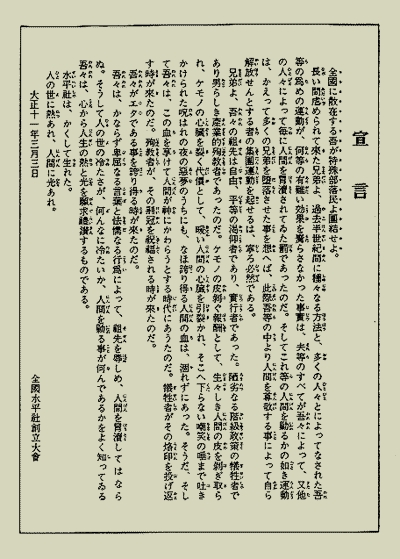
Текст декларації товариства «Суйхейся»

Найважливішим товариством даного періоду вважається Всеяпонське товариство рівності — «Суйхейся», яке було створено в 1922 році. 3 березня 1922 року в палаці Окадзакі (яп. 岡崎公会堂) було проведено перше засідання товариства «Суйхейся», на якому було присутньо близько 2000 представників груп населення, що дискримінувалися, зі всієї країни. Були припинені всі переговори, що існували до цього, з Товариством співчуття та гармонії, а також офіційними властями, і створене незалежне Товариство звільнення.
У декларації Товариства (яп. 水平社創立宣言) і прийнятих на першому його з'їзді резолюціях особливо виділялися пошана прав людини та рівність, активно критикувалася дискримінація, товариство відвернулося від храмів хонґандзі, які розпоряджалися майбутнім життям (після смерті), заявляло ідеї незалежного звільнення та економічної свободи. Населення країни дізналося із ЗМІ про створення організації, її характер та цілі. У всій країні почали формуватися регіональні відділення товариства «Суйхейся».
Основними напрямами діяльності товариство були економічна підтримка уродженців селищ бураку та нащадків «ета» та «хінін», а також правозахисна діяльність. Багато хто з дискримінаційних інцидентів отримав досить широкий розголос, як, наприклад, дискримінаційний суд в Такамацу (яп. 高松差別裁判).

#### Зміни після ухвалення закону1871року
У перші десятиліття після ухвалення закону про звільнення відбулося включення традиційних для селищ бураку виробництв в капіталістичну економіку, розширення шкіряного виробництва у зв'язку із зростаючими потребами армії, розвиток, у зв'язку з відміною закону про заборону м'яса, харчової промисловості та збільшення кількості боєнь. До того ж, збільшилася зайнятість буракумінів в таких сферах, як будівництво, робота в портах, перевезення, виробництво сірників та гуми, торгівля, робота на вугільних шахтах, поденна робота. Проте, всі ці види праці залишалися низькооплачуваними. У важливих же областях виробництва буракуміни піддавалися жорсткій дискримінації — навіть якщо буракуміну вдавалося, приховавши своє походження, найнятись на роботу, керівництво підприємств періодично проводило кадрові «чистки».
Крім того, поселення бураку не були ліквідовані, зберігалися і розширювалися ті райони мешкання буракумінів, що і в період Токуґава. Відомості ж про їх місце розташування були зафіксовані в безлічі документів, доступ до яких не був обмежений законодавчо. На додаток до цього збільшувалося і населення селищ: до них приходили люди з низьким достатком, готові працювати на нестабільній та низькооплачуваній роботі.
Після вступу Японії в Першу Світову Війну на стороні Антанти, в Японії різко підскочили ціни на продовольчі товари, що викликало хвилю громадянського невдоволення, яка отримали назву «Рисові бунти». У цих рухах активну участь брали буракуміни. Представники цієї групи населення брали участь в подібних рухах в 22 префектурах, внаслідок чого склали 10% засуджених за участь в бунтах (887 з 8000 чоловік). Проте, цей рух масового протесту не мав керівництва, плану дій або політичної програми, чим був подібний на рухи «ікко-іккі» періоду сьоґунату.

### Буракуміни в умовах економічної кризи 30-х р.

Поселення бураку завжди були найбільш економічно та соціально відсталими

У 30-ті роки в традиційних для буракумінів виробництвах сталися зміни: насамперед різко скоротилося шкіряне виробництво. Так, в період з 1928 року по 1931 рік загальний обсяг шкіряного виробництва впав з 53,6 млн ￥ до 18,4 млн ￥, причому це скорочення сталося в основному за рахунок зникнення дрібних і середніх підприємств, де в основному і працювали буракуміни. Крім того, при зростаючому безробітті, під скорочення потрапляли насамперед саме робітники-буракуміни. Криза торкнулася також і буракумінів-селян, в 30-ті роки тільки 11% буракумінів володіли власними наділами землі (для «звичайних» японців цей відсоток склав 31%), напіворендарями були 37% буракумінів (43% «звичайних» японців), а повністю безземельними — 52% (26% «звичайних» японців). У таких умовах підтримка буракумінів товариством «Суйхейся» була особливо важлива, і, ймовірно, була пріоритетним напрямом їх діяльності.
Подібна ситуація залишалася в селищах бураку і після кризи. Так, безробіття в передвоєнні роки залишалося на рівні 36%, а зайняті буракуміни працювали здебільше в дрібних та середніх підприємствах кустарних виробництв.

### Післявоєнний період
Після поразки в Другій Світовій Війні, Японія опинилася окупованою Союзними силами. Штаб об'єднаних військ брав участь у вирішенні проблем поселень бураку, про що свідчить включення в первинний проект нової Конституції Японії статті про заборону дискримінації, яка породжується тим, що Японія є «країною — спадкоємицею держави з кастовою системою». Японський же уряд перешкоджав включенню цієї статті в конституцію.
19 лютого 1946 року в Кіото був утворений національний комітет із звільнення буракумінів — «Бураку кайхо дзенкоку іінкай» (яп. 部落解放全国委員会). На першому з'їзді цієї організації була прийнята декларація та програма дій, яка включає «негайну ліквідацію системи аристократичного правління, палати лордів та таємного кабінету, а також інших феодальних систем особливих прав». Ця організація була створена при активній участі членів товариства «Суйхейся» (Мацумото Дзіітіро та Кітахара Тайсаку) та членів довоєнного руху за встановлення гармонії. Створення товариства було підтримане Соціалістичною партією, КПЯ та партією Дзіюто.
Після ухвалення нової конституції та формування нового уряду в селищах бураку і в становищі буракумінів не сталося якихось значних змін. Випадки дискримінації продовжували траплятися, умови життя та умови праці залишалися такими ж, як і до війни.

## Сучасний стан проблеми

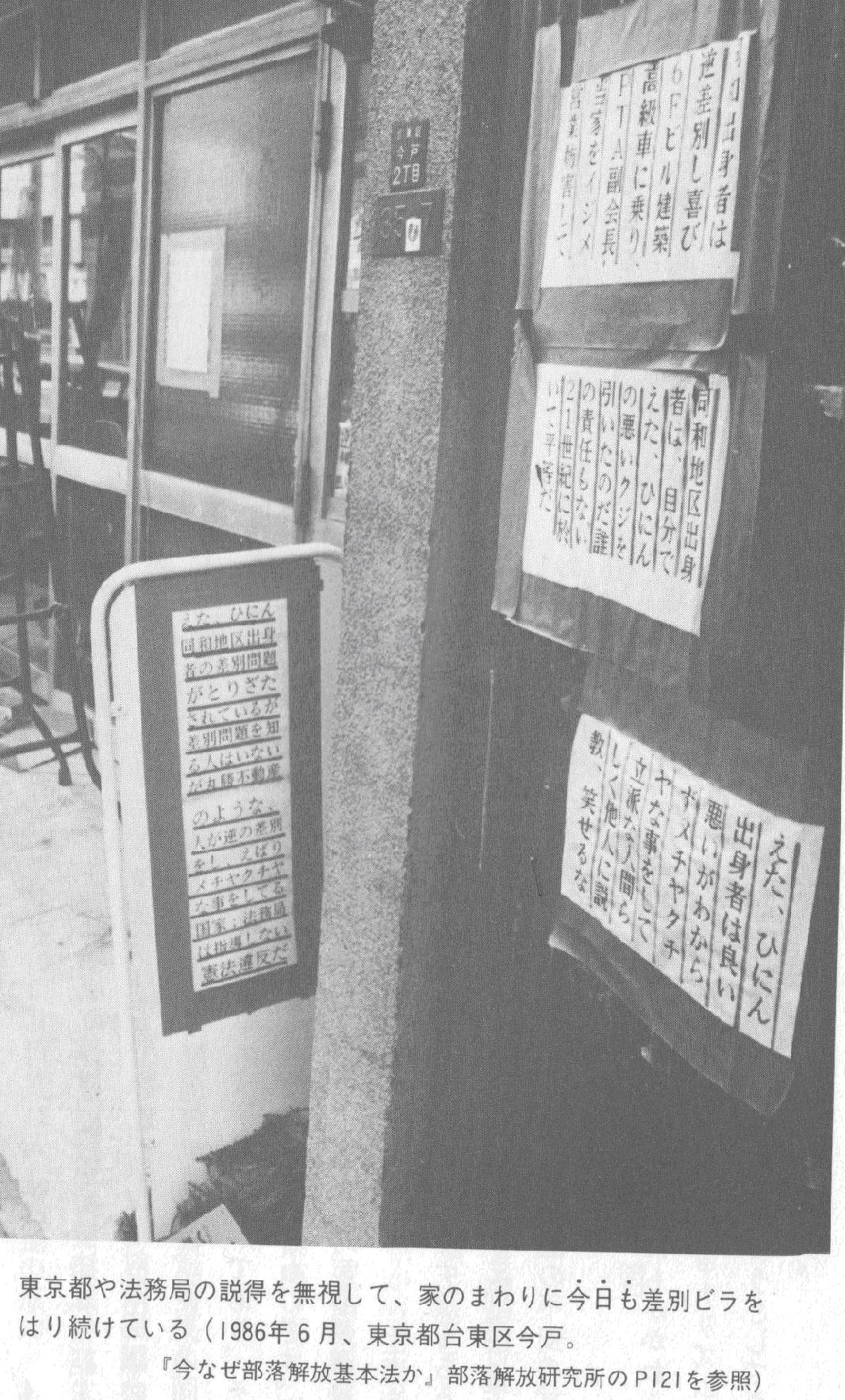
Фотографія, що ілюструє дискримінаційний інцидент 1986 року, коли листівки з написами дискримінаційного характеру розклеювалися довкола будинку, в якому проживав уродженець селища бураку

В теперішній час в Японії здійснюється дискримінація буракумінів в освіті, при працевлаштуванні та в шлюбних відносинах. Багато японців прикладають масу зусиль та засобів, порушуючи закони, щоб з'ясувати чи є якась конкретна людина буракуміном чи ні.

#### Списки поселень бураку
У листопаді 1975 року вперше стало відомо про використання декількома крупними компаніями списків поселень бураку («тімей сокан» яп. 部落地名総鑑). До теперішнього моменту відомо про існування дев'яти подібних списків (13 листопада 1980 р. міністерство Юстиції Японії опублікувало звіт, в якому говорилося про існування списків поселень бураку під такими назвами: «Secret Personnel Data», «General List of Buraku Districts», «Present Situation of Dowa Districts in Japan», и «Report of Special Investigation», «Research of Talented Men for Companies, Defense of Companies», «Research Institute of Labor and Political Problems».
Передбачається, що основна частина цих списків була складена між 1970 та 1975 роками, відразу після ухвалення закону про особливі заходи і, як вважають деякі дослідники, за підставу при створенні цих списків використовувався урядовий документ 1935 року аналогічного змісту.
Списки поселень бураку неоднорідні, проте в цілому вони існують у вигляді книг, в яких на 200 сторінках представлені дані про назву поселення, кількість сімей та їх основне заняття. Ці дані розбиті за районами та префектурами.
Головними покупцями цих списків були найбільші компанії Японії, за даними Інституту вивчення звільнення бураку, серед цих компаній були такі як Тойота, Нісан, Кубота та банк Ясуда траст.

#### Породинні списки «косекі»
Окрім списків поселень бураку описаних вище, для дослідження особистих даних працівників використовуються дані породинних переписів «косекі»(яп. 戸籍). Породинні записи, це «офіційні документи, в яких нотаріально реєструються стосунки соціального ділення японського суспільства. У цих документах фіксуються дані про членів, що складають якусь певну сімейну групу, і в хронологічному порядку приводяться події, важливі з точки зору системи соціального ділення, — від народження, до смерті». Ці породинні записи сприяють зміцненню дискримінації селищ бураку, і є одним з найважливіших перешкод на шляху вирішення цієї проблеми. Наприклад, в породинному записі «Дзінсін косекі» (яп. 壬申戸籍), яку почали створювати в 1872 році (5 рік Мейдзі), була введена графа «прізвище», а також були внесені пункти «спадковий ета», або «новий хеймін».
Внаслідок того, що ці дані були відкриті, їх використовували при дослідженні особистих даних при прийомі на роботу. Міністерство Юстиції ввело заборону на використання, копіювання та зберігання текстів «Дзінсін косекі» тільки в 1968 році після довгої боротьби Ліги зі звільненню бураку. Проте, той факт, що в 1976 році були введені жорсткіші обмеження з використання книг породинних записів, говорить про те, що закон часто порушувався. Поправки до закону вводилися неодноразово, проте досі адвокати, слідчі, працівники служб соціального захисту та представники деяких інших відомств мають доступ до цих матеріалів, у зв'язку з чим періодично розкриваються випадки незаконного дослідження та передачі даних «Дзінсін косекі».

#### Храмові записи
Окрім вище перелічених джерел, для досліджень особистих даних можуть бути використані храмові записи, в яких, також як в книгах породинного запису «косекі» фіксувалися всі важливі події в житті окремого члена общини. Оскільки жителям поселень бураку було наказано ходити в окремі храми, їх ідентифікація є досить простою. Законодавчо використання даних храмових документів не обмежено, проте Ліга звільнення бураку має домовленості з відділами всіх подібних храмів про нерозповсюдження цих даних.

#### Спеціальні бланки
Іншим важливим засобом, який використовується підприємством, щоб уникнути найму уродженців селищ бураку, є використання при подачі заяви про прийом на роботу особливих форм, в яких присутні питання про сім'ю претендента, роботу та посади членів сім'ї, здобуту освіту, дохід, стан здоров'я, окрім цього потрібно детально вказати дохід сім'ї, віросповідання, назви найближчих до місця мешкання районів. Багато японців підтримують таку практику, вважаючи, що «В нашій країні для компаній, що практикують так звану систему довічного найму, необхідно проводити дослідження схильностей і ідеології робітників свого підприємства».
Проте, в результаті низки законів (У 1973 році введені уніфіковані форми необхідні для заповнення при прийомі на роботу для випускників шкіл, в 1974 році введені єдині форми резюме, в 1975 році обмежений доступ до книг породинного запису та особистих карток), практика використання подібних заяв, що включають питання особистого характеру, була припинена. Не зважаючи на прийняті заходи з уніфікації документів, потрібних при наймі на роботу, в наш час[коли?] дізнатися потрібну інформацію про претендента можна під час співбесіди (спеціальні державні адміністратори контролюють проведення співбесід, щоб наймачі не ставили питання, що стосуються особистої інформації, проте сам факт введення такої посади на всіх підприємствах з штатом понад 100 чоловік і численних свідчень про стягнення, що накладаються цими адміністраторами, говорять про часте порушення цих правил), або при незаконному з'ясуванні особистих даних працівників або претендентів.

### Дискримінація при працевлаштуванні
Свобода вибору професії гарантується 22 пунктом Конституції Японії, а 3 пунктом Основного закону про працю гарантується відсутність дискримінації за статевими, національними ознакам або за соціальним статусом. Проте, в сучасній Японії досить часто трапляються інциденти, пов'язані з дискримінацією як при прийомі на роботу, так і на виробництві. Більш того, у випадку, коли людина, яка є уродженцем селища бураку, все ж була прийнята на роботу, вона може піддаватися знущанням (або ж бойкоту) з боку товаришів по службі, а також може бути звільнена.
В результаті дискримінації в працевлаштуванні та освіті, система праці в поселеннях бураку досить традиційна: невелика кількість людей, зайнятих в офісній службі або в інших видах стабільної добре оплачуваної праці; велика кількість людей, зайнятих в підприємствах ручної праці, в дрібному приватному бізнесі. Дискримінація ж консервує цю систему, роблячи неможливим для багатьох людей відхід від традиційних занять сім'ї або свого поселення. Дискримінація в освіті робить неможливим для багатьох буракумінів отримання бажаної професії, або навіть потрібної освіти для вступу до університету.

### Дискримінація в освіті
Дискримінація в освіті тісно пов'язана з дискримінацією при працевлаштуванні, оскільки найчастіше зустрічається дискримінація за вже здобутою освітою. Основна ж проблема буракумінів полягає в тому, що більшість з них не мають шансу отримати вищу, а інколи і середню, освіту.
Система дискримінації буракумінів склалася історично з початку періоду Мейдзі, коли з'явилися перші школи: у школах для буракумінів класи складалися з більшої кількості учнів, а в звичайні школи їх не пускали. Діти з селищ бураку відвідували свої окремі школи аж до кінця другої світової війни, крім того, працювати в них доводилося здебільше буракумінам, тому що люди із звичайних поселень відмовлялися в них викладати.
Проте, з введенням програми «зрівняної» освіти «дова» (яп. 同和教育) у 1965 році ситуація змінилася корінним чином. Освіта виявилася тією сферою, в якій найкраще спрацювала програма інтеграції буракумінів в японське суспільство.
Проте, не зважаючи на всі успіхи, яких уряд зміг досягти в результаті «зрівняльних» заходів, випадки дискримінації (у тому числі анонімної) продовжують зустрічатися на всіх етапах здобування освіти. Дітям-буракумінам так само скрутно отримати вищу освіту, хоча це і стало можливим.

### Дискримінація в шлюбних стосунках
Випадки виявлення дискримінації, які проявляються в шлюбних стосунках (зазвичай при намірі одружитися), досить рідкі. Досить важко дізнатися дійсне число фактів дискримінації, і в порівнянні з проблемами умов життя, умов праці, стабільності життя та умов навчання, вирішення цієї проблеми є максимально складним.
За чинним японським законодавством шлюб може бути укладений за обопільного бажання сторін. Проте, навіть за наявними відомостями, можна з упевненістю сказати, що якщо шлюб (мається на увазі шлюб буракуміна та людини зі звичайного району) відбудеться, не зважаючи на протест батьків, родичів та знайомих, навіть після його укладення сторони відчуватимуть тиск оточуючих. За даними досліджень, проведених в Осаці в 2000 році, близько 20% змішаних пар (буракумін та уродженець звичайного району) піддавалися дискримінації під час укладення шлюбу. За даними того ж дослідження близько половини шлюбів так і не виникають, будучи розірваними під час заручин у результаті дискримінації.

### Інші види дискримінації

1990 рік. Демонстація рухів з захисту прав бураку

Інші види дискримінаційних дій відносно буракумінів найчастіше носять анонімний характер. До них варто віднести повідомлення дискримінаційного характеру що поміщаються в Інтернеті, листи та листівки, написи в публічних місцях, поряд з місцями мешкання бураку, телефонні дзвінки. Непристойні написи часто роблять в таких місцях, як туалетні кімнати, але останнім часом зросла кількість написів, які попадаються на очі на стінах суспільних установ, мостів, телеграфних стовпах, рекламних щитах. Пишуть різні речі: після стандартних простих образ на адресу буракумінів вказують імена конкретних людей та їх номери телефонів, приводять конкретні назви міст, закликають до нападів та масових вбивств.
За даними Інституту прав людини в Осаці за 2002 році 75,8% всіх повідомлень та матеріалів дискримінаційного змісту, опублікованих в мережі Інтернет, можна віднести до дискримінації буракумінів.
Для подібних дій найчастіше використовуються вебсайти зареєстровані в іншій країні, або просто анонімні сайти для розміщення подібної інформації. Найчастіше розміщуються образливі вислови, вказівки на місця мешкання бураку, частини списків поселень, про які мовилося вище, імена та прізвища буракумінів; на загальнодоступних сайтах можна побачити повідомлення наступного вмісту: «Обнародуйте зведення про місця мешкання бураку та корейців!», «Де працюють бураку?», «Що я дізнався про Б.». Наводяться приклади назв місць мешкання бураку, даються реальні імена артистів та спортсменів, які, можливо, є уродженцем бураку. Коли відбувається який-небудь інцидент, що розбурхує суспільство, ці зловмисники говорять, що він пов'язаний з бураку.
Відомим прикладом таких дискримінаційних висловів було обговорення на форумі сайту «2 канал» подій літа 2001 року, коли людина увірвалася в школу та убила 8 дітей; на форумі почали писати, що жертви ці були буракумінами.
Об'єктом таких дискримінаційних дій може стати як окрема людина, так і ціла організація. За даними міністерства Юстиції, кількість таких дій збільшилася з 17 зареєстрованих випадків в 1999 році до 354 розкритих випадків в 2004 році (у 2003 році зареєстровано приблизно стільки ж).
Останнім часом великого поширення набувають сайти, доступні тільки за допомогою мобільного телефону. На форумах таких сайтів постійно з'являються повідомлення дискримінаційного вмісту. Найімовірніше такими сайтами найчастіше користуються школярі та студенти.
Традиційніший засіб дискримінаційних принижень буракумінів полягає в розсилці анонімних листів або листівок дискримінаційного вмісту.
З лютого по травень 2001 року у відділення Ліги звільнення бураку в містах Хеґо, Ніїґата та Тотіґа були відправлені листи дискримінаційного вмісту, в результаті розслідування стало відомо, що адресою відправника вказувалося адреси та імена людей, які також піддавалися дискримінації. Подібний випадок стався так само в Окаямі в листопаді 2001 року.
У січні 2001 р. в результаті судового рішення, був покараний студент університету в Токіо за посилання листів дискримінаційного вмісту студентці того ж університету.
З травня 2003 року по листопад 2004 року в Токіо мав місце інцидент з анонімною розсилкою листівок. Всього було відправлено близько 400 повідомлень на 10 адрес.
Було проведено розслідування та судовий розгляд, в результаті якого винні понесли покарання.
Ще одним засобом вираження презирства населення до буракумінів є написи на стінах, стовпах і в публічних місцях. Найчастіше вони наносяться в місцях мешкання буракумінів (якщо вони не живуть в селищі бураку), на місці навчання або роботи.
У школі непристойні написи можуть розташовуватися на стільцях, партах, в роздягальнях.
Також відомі випадки розклеювання листівок дискримінаційного вмісту біля будинків, де живуть уродженці поселень бураку. Так в 1986 році у Токіо протягом місяця щодня довкола будинку, де проживали буракуміни розклеювалися написи дискримінаційного вмісту. З 1993 року продовжує наносити графіті дискримінаційного вмісту проти буракумінів довкола свого будинку житель Кісівада в Осаці, не припиняючи свої дії не зважаючи на рекомендації від місцевих властей.

## Державні заходи направлені на вирішення проблем дискримінації буракумінів
У серпні 1965 року була зроблена парламентська доповідь про основні заходи в цілях вирішення соціальних та економічних проблем селищ бураку. Вперше в Японії офіційно було визнано існування дискримінації відносно буракумінів. Дискримінація була визнана основною причиною економічного відставання регіонів розселення буракумінів та незадовільних життєвих умов в них. В результаті появи цієї доповіді, на основі матеріалів урядових комісій та Ліги Звільнення бураку був ухвалений закон про особливі заходи щодо «рівняння». Цей закон набув чинності в дію в 1969 році та був направлений на «ліквідацію, за допомогою поліпшення умов життя у вказаних районах, розвитку соціального забезпечення, відновлення виробництва, стабілізації працевлаштування, розвитку освіти, зміцнення рухів за права людини, всіх причин, що перешкоджають підвищенню соціально-економічного стану вказаних районів». Насамперед закони були направлені на поліпшення умов життя в селищах бураку, перетворення в сільському господарстві та боротьбу з безробіттям.

### Закони про «рівняння»
В результаті діяльності Ліги Звільнення Бураку, на основі матеріалів урядових комітетів з вивчення проблем селищ бураку, в 1969 році був ухвалений закон про особливі заходи щодо «рівняння» — «дова тайсаку дзіґьо токубецу соті хо» (яп. 同和対策事業特別措置法). Спочатку термін втілення його положень в життя розраховувався на 10 років, після закінчення ж цього терміну був продовжений ще на 3 роки. Після цього, в 1982 році був ухвалений закон про особливі заходи щодо перетворень в регіонах — «тіікі кайо тайсаку токубецу соті хо» (яп. 地域改善対策特別措置法). У 1987 році був ухвалений закон про особливі державні фінансові заходи для проведення перетворень в регіонах — «тіїкі кайґо тайсаку токутей дзіґьо ні какавару куні-но дзайсейдзьо-но токубецу соті ні кан суру хоріцу» (яп. 地域改善対策特定事業に係る国の財政上の特別措置に関する法律). У 2002 році було закінчено проведення заходів щодо «рівняння» — «дова». З того часу повноваження з проведення подібних заходів були передані місцевій владі.

#### Введення законів про «зрівняні» райони— «дова тіку»
Райони де традиційно живуть буракуміни, які підлягають «вирівнянню» за рівнем життя — «дова тіку» (яп. 同和地区).
Місця мешкання буракумінів в період Токуґава, були здебільшого ізольовані від поселень представників інших прошарок суспільства. Часто вони знаходилися в місцях, погано придатних для мешкання: територіях уздовж річок, болотистих місцевостях, гористих районах та біля обривів.
З виданням закону про звільнення, багато буракумінів покинули місця свого мешкання, переїхавши в міста, проте, в селища бураку перемістилися люди з украй низьким достатком, у пошуках гарантованої роботи, і влилися в традиційні для селищ види виробництва. В результаті притоку населення в поселення бураку, на додаток до поганих територіальних умов, відбулося погіршення санітарних умов через надмірну щільність населення, почастішали випадки пожеж, інфекцій, почала розвиватися убогість та супутні їй соціальні явища.
Поселеннями бураку представляли собою райони тісної забудови, слабо розвиненої інфраструктури, такої як водопостачання, каналізація, дороги. За даними державних досліджень, проведених адміністрацією прем'єр-міністра в 1970-х рр., незадовільними були умови мешкання 3% населення країни, в поселеннях же бураку цей показник склав 31,8%.
Після ухвалення перших законів 1969 року зміни в положенні буракумінів не сталося, у зв'язку з тим, що в законі були перераховані необхідні дії, проте конкретні кроки, і, що важливіше, проект про фінансове забезпечення заходів, так і не був прийнятий. Більшість же проведених заходів були здійснені завдяки діям місцевих адміністрацій, які діяли в рамках цих законів.
В рамках закону про особливі заходи щодо «рівняння» — «дова» проводилися такі заходи: будівництво будинків з вторсировини на підставі закону про поліпшення житла в регіонах (1960 рік), особливо просунулася споруда муніципального житла в «зрівняних» районах регіону Кансай. Також просувалася робота з поліпшення в дрібних населених пунктах (1970 рік), споруда муніципального житла в «зрівняних» районах для бідних та неповних сімей (1971 рік), ремонт житлових будинків (1966 рік), реконструкція будинків (1974 рік), грошова допомога для придбання ділянок під забудову (1973 рік).
Також покращали дороги, система водопостачання та каналізації, були влаштовані суспільні парки, було проведено оновлення будинків приватних осіб, здійснена споруда муніципального житла.
Проте, не зважаючи на певні поліпшення життєвих умов в поселеннях бураку в результаті цих реформ, після певного часу почався занепад житлових будинків та комунікацій. У зв'язку з чим уряд почав здійснювати одиничні заході в цілях вирішення цих проблем. Велика частина муніципальних будинків була побудована в період Сьова, в період же Хейсей було побудовано менше 3% наявного муніципального житла. А це означає, що 45% житлових будинків побудовані 30-40 років тому, а близько 35% — 20-30 років тому. При тому, що в умовах клімату та природи Японії житловий будинок розрахований на термін експлуатації не більше 50 років.
В даний час ініціатива в проведенні подібних заходів повністю перейшла до місцевих властей та створених при їх підтримці органів місцевого самоврядування. Після 2002 року значно скоротилося фінансування соціальних програм для буракумінів та селищ бураку, що і примушує їх шукати інші шляхи вирішення проблем.

#### Введення «зрівняної» освіти
«Зрівняна» освіта, або «дова кьоіку» (яп. 同和教育) — система заходів направлена на підняття рівня освіти буракумінів до середнього по країні. Починаючи з 1969 року Урядом Японії проводилися реформи освіти, засновані на даних досліджень комітету із зрівняної освіти «Дова кьоіку» від 1965 р. В результаті вже до середини 70-х понад 64% буракумінів мали повну середню освіту (В середньому по країні цей відсоток склав 95%). Згідно з інформацією Ліги за звільнення бураку на 1997 рік тільки 11% буракумінів не вміли писати та читати (у середньому по країні цей відсоток склав 2%).
В результаті проведення реформ в області шкільної та університетської освіти, введення освіти «дова», діяльності Ліги звільнення бураку сталися помітні зміни: діти-буракуміни дістали можливість здобути не лише шкільну освіту, але і продовжити своє навчання у вищих навчальних закладах, що допомагає отримувати їм стабільну, високооплачувану роботу; в результаті проведення освітніх заходів силами Ліги та введення в шкільну програму курсу з прав людини, як школярі, так і дорослі буракуміни підвищили рівень своїх знань з даної проблеми. Більш того, в результаті введення освіти «дова», багато японців отримують знання про права людини та про проблему буракумінів.

## Правозахисні організації
Після закінчення Другої Світової Війни і ухвалення нової конституції в Японії у великій кількості почали з'являтися різні суспільні організації, у тому числі і правозахисні. В наш час[коли?] японські правозахисні організації працюють в тісній співпраці із зарубіжними колегами. Ще до війни товариство «Суйхейся» здійснювала співпрацю з організацією «Хьонбьонса», яка захищала дискримінаційні групи населення в Кореї. Спільно вони брали участь в боротьбі проти переслідування нацистами євреїв. Вже після війни, глава «Суйхейся», Мацумото Сейітіро брав участь в міжнародних рухах за припинення дискримінації в Індії та аборигенів Австралії.

### Ліга Звільнення бураку

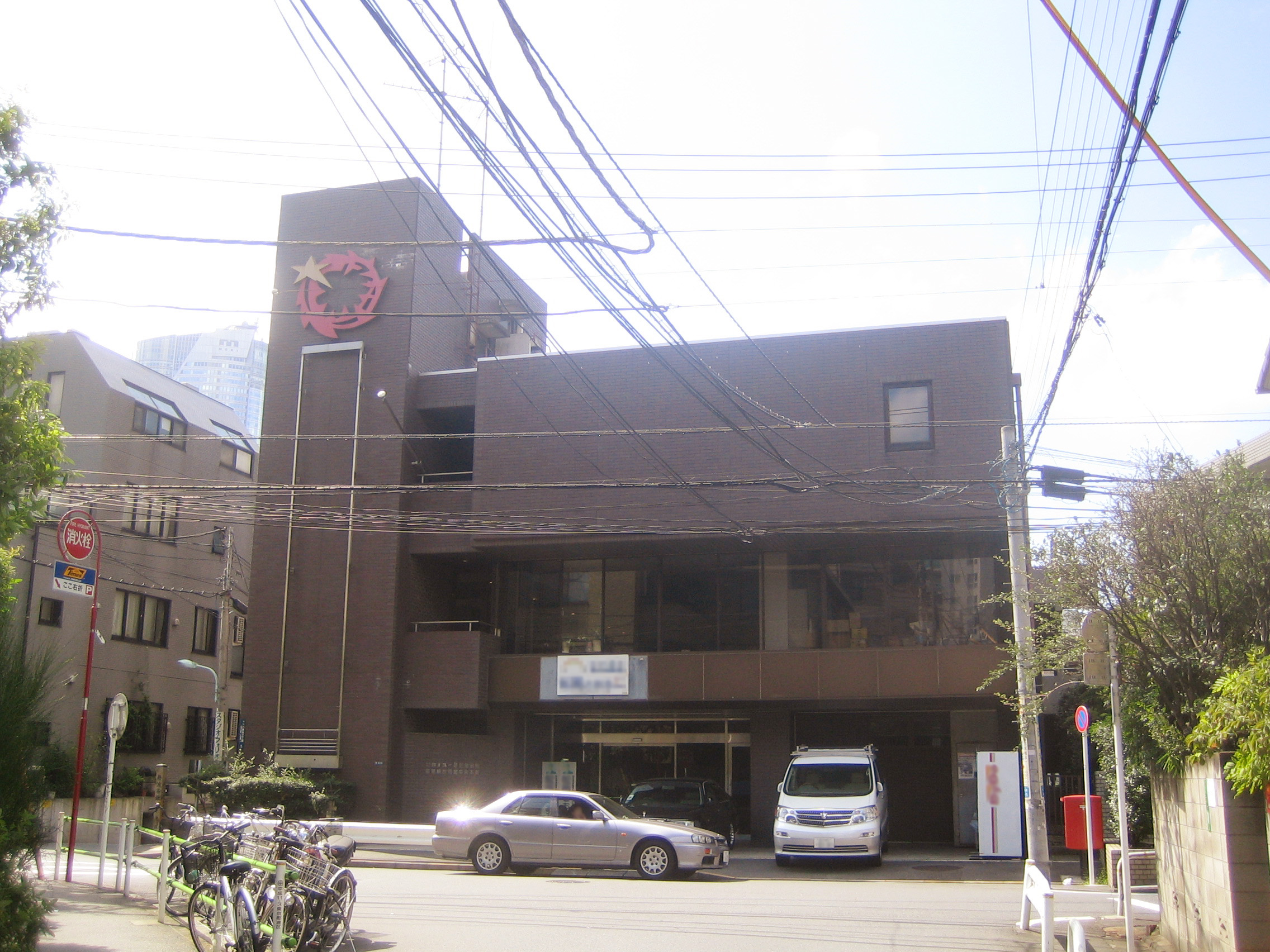
Головний офіс Ліги Звільнення бураку в Токіо

У 1950 році комітет із звільнення буракумінів — «бураку кайхо дзенкоку іінкай» був перейменований в Лігу Звільнення бураку. Організація продовжувала діяльність, почату до війни товариством «Суйхейся». За найважливіше ж досягнення цієї нової організації можна вважати вироблення урядом, на основі матеріалів Ліги, особливого законодавства з «вирівняння» селищ бураку — «Дова тайсаку», яке було прийнято в 1969 році.
Важливим органом Ліги є Інститут вивчення звільнення бураку, створений в Осаці в 1968 році. У 1998 році Інститут змінив назву на Інститут вивчення звільнення бураку та прав людини (яп. 部落解放・人権研究所) та почав займатися проблемами прав людини в країні в цілому. Лігою та Інститутом публікуються роботи, проводяться освітні заходи в цілях підвищення рівня знань населення в області прав людини та їх захисту. Саме у місцеві відділення Ліги звертаються люди в разі утиску їх прав.
Починаючи з 1970-х років Ліга звільнення бураку активно брала участь в діяльності міжнародних організація, і особливо, ООН. Японцями був організований міжнародний симпозіум з прав людини (у грудні 1980 року). Крім того, японська делегація на 2 світовій конференції з боротьби з дискримінацією за національною ознакою в 1983 році і на засіданні малого комітету ООН з припинення дискримінації і захисту меншин в 1984 році звернула увагу до проблеми поселень бураку, після чого співпраця з організаціями ООН була посилена.
У січні 1988 року за ініціативою Ліги звільнення бураку була створена IMADR (International Movement Against All Forms of Discrimination and Racism) — міжнародна організація, метою якої є викорінювання дискримінації у всьому світі. У березні 1993 року вона була визнана як неурядова організація з прав людини, яка мала досвід роботи у виконавчому комітеті ООН з соціально-економічних проблем. Ця організація поставила собі за мету посилення роботи при співпраці з діяльністю ООН з захисту прав людини.

### «Дзенкайрен»
у 1975 році за підтримки Комуністичної партії була створена група звільнення бураку в усій країні — «дзенкоку бураку кайхо ундо ренґокай» (яп. 全国部落解放運動連合会), або «дзенкайрен». Нова організація відмовилася від боротьби на користь отримання максимальної користі в рамках закону про спеціальні заходи з вирівняння — «дова», в цілях швидкої та повної інтеграції буракумінів в японське суспільство
. Для цього передбачалося організувати бідні верстви населення і направити їх на боротьбу з урядом.
У 2004 році за сприяння організації «Дзенкайрен» була створена нова правозахисна організація — Національна конфедерація правозахисних організацій «Дзезнкоку тіікі дзінкен ундо соренґокай» (яп. 全国地域人権運動総連合), основним напрямом діяльності якої є захист конституційних прав громадян.

### Організація із захисту прав буракумінів на базіЛДПЯ
Найбільша партія Японії ЛДП також створила правозахисну організацію для буракумінів, яка називається Всеяпонський комітет із свободи та інтеграції — «дзенкоку дзію дова кай» (яп. 全国自由同和会). Членами цієї організації є заможні буракуміни, які і спонсорують її діяльність. Найпопулярніша ця організація в префектурі Сідзуока.

### Національна Асоціація Викладачів «Дзендокьо»
У травні 1953 року в Осаці була заснована Національна Асоціація Викладачів «дова» — «дзенкоку дова кьоіку кайкю кьоґікай» (яп. 全国同和教育研究協議会), або «дзендокьо» (яп. 全同教). Асоціація була заснована насамперед у відповідь на «убогість та дискримінацію, з якими стикаються діти з селищ бураку, щоб забезпечити їм освіту.».
Спочатку вчителі просто відвідували дітей, що припинили відвідини школи через знущання або брак коштів, а після проведення досліджень щодо положення буракумінів, були відкриті школи для дорослих буракумінів, які не вміли читати та писати, згодом стали також проводити заняття з прав людини.
Цілями утворення «дова» є підвищення прагнення до освіти у школярів, допомога в самостійному навчанні та залучення сім'ї в освітній процес. Асоціація поставляє кадри в школи для проведення занять з прав людини як серед буракумінів так і серед дітей із звичайних сімей, публікує спеціальні матеріали та підручники, проводить виставки та фестивалі, виділяє стипендії для буракумінів для здобуття вищої освіти. Крім того, в 1960-х рр. Асоціація добилася того, що діти — буракуміни отримують навчальні посібники безкоштовно (оскільки багато не можуть дозволити собі купувати підручники для школи).
В даний час основними напрямами роботи асоціації є: розвиток досліджень проблем освіти та дискримінації в освіті направленою проти дітей-буракумінів, відкриття лекторіїв в регіонах, де слабо розвинене утворення «дова»,створення освітніх матеріалів.
Також за допомогою програм Ліги звільнення бураку буракуміни можуть здобувати вищу освіту на кошти від грантів на навчання.